# Elf Aquitaine

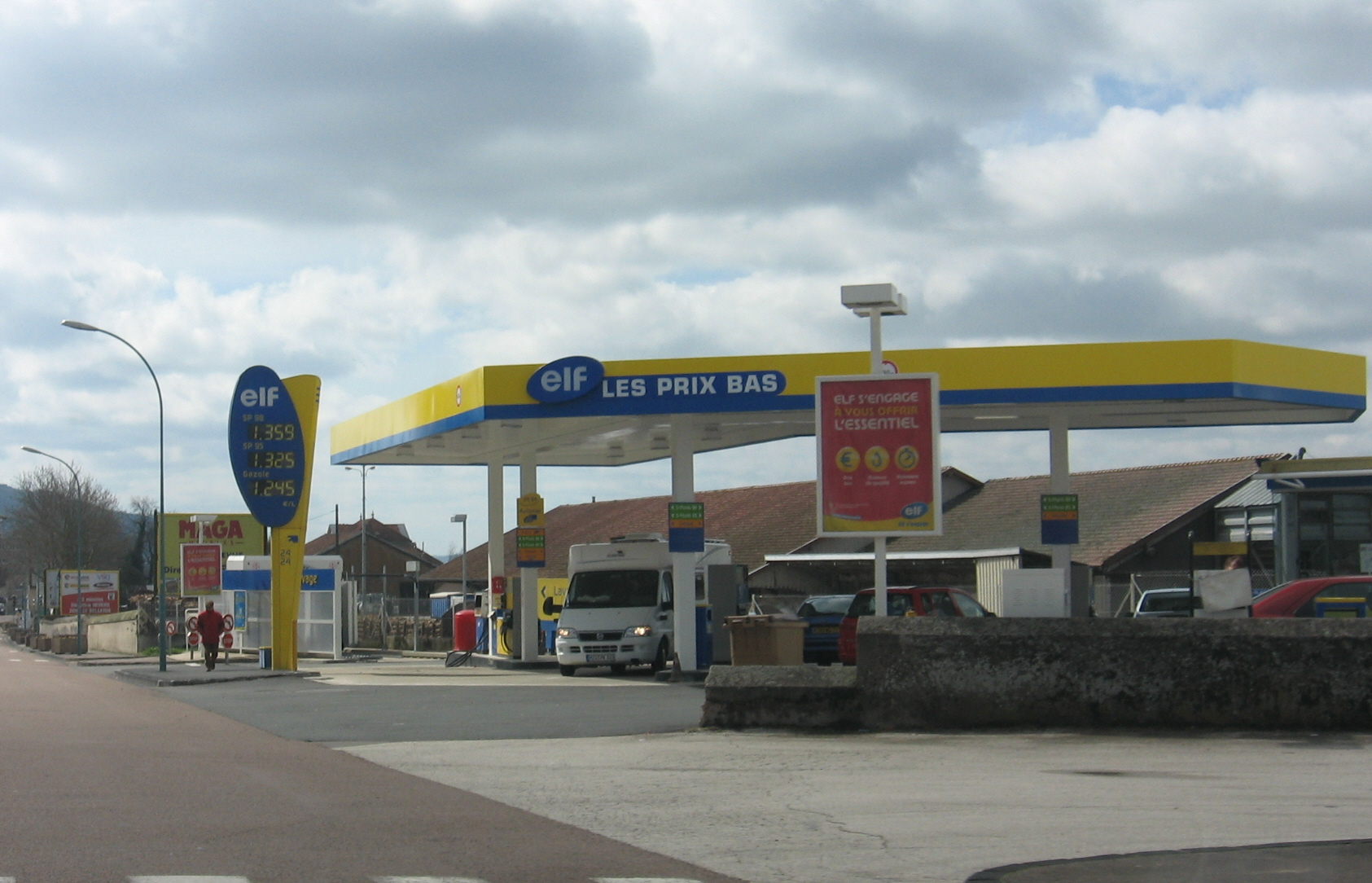
Una stazione di rifornimento "Elf" nel 2008.

La Elf Aquitaine è stata un'azienda francese di ricerca, estrazione, raffinazione e distribuzione del petrolio che nel 2000 si è fusa con il gruppo Total Fina e ha formato l'azienda TotalElfFina, divenuto Total nel 2003. 

## Storia
Le tre società che diedero origine ad Elf Aquitaine furono:
- la Régie autonome des pétroles (RAP), fondata il 29 luglio 1939 per sfruttare i giacimenti di gas naturale di Saint-Marcet in Alta Garonna;
- la Société nationale des pétroles d'Aquitaine (SNPA), creata a seguito di una legge del 10 novembre 1941;
- il Bureau de recherche de pétrole (BRP), fondato nel 1945.

La RAP e la BRP si fusero nel 1966 per dare origine all'Entreprise de recherches et d'activités pétrolières (ERAP, denominata Elf-RAP dal 1967 al 1976), che il 1º settembre 1976 si fuse con la SNPA e divenne la Société Nationale Elf Aquitaine (SNEA, denominata Elf Aquitaine). Il marchio "Elf" fu creato il 27 aprile 1967.
L'azienda fu al centro di uno scandalo per frode e tangenti venuto alla luce nel 1994 il quale, per il quotidiano The Guardian, è stato "la più grande inchiesta per frode in Europa dalla Seconda Guerra Mondiale [...]. Elf era diventata una banca privata per i governi che aveva speso 200 milioni di sterline in favori ai politici, amanti, gioielleria, opere d'arte, ville e appartamenti". Gli avvenimenti contestati riguardavano un sistema consolidato di tangenti elargite negli anni '80 e '90.
Nel 2000 l'azienda si fuse con Total Fina, formando il gruppo TotalElfFina, rinominato Total nel 2003. 

## Sport

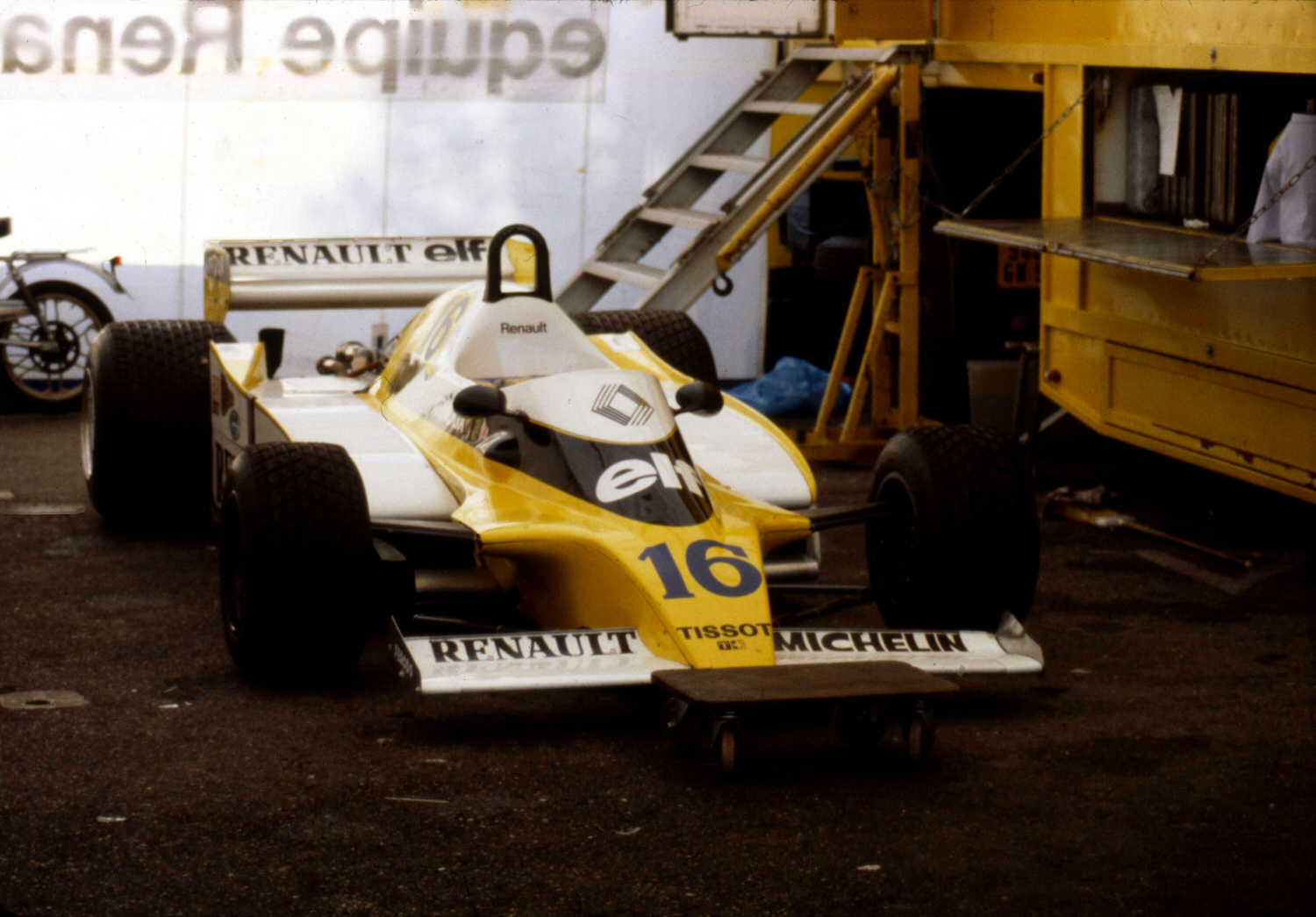
La Renault sponsorizzata Elf del 1979

Il nome della ditta è legato anche al mondo dei motori, della Formula 1 e della 24 Ore di Le Mans in particolare, sponsorizzando piloti francesi, la scuderia Tyrrell, e come fornitore di carburante e sponsor di tutte le vetture con motore Renault  (ad esempio Lotus, Williams, Benetton) tra cui ovviamente la stessa scuderia Renault. È stata anche fornitrice di carburante e titolare di una squadra, denominata team Elf, che ha partecipato alle gare del motomondiale negli anni ottanta (con le moto derivate dal prototipi Elf X) e negli anni novanta con la Elf 500.